# Wnt signalizace

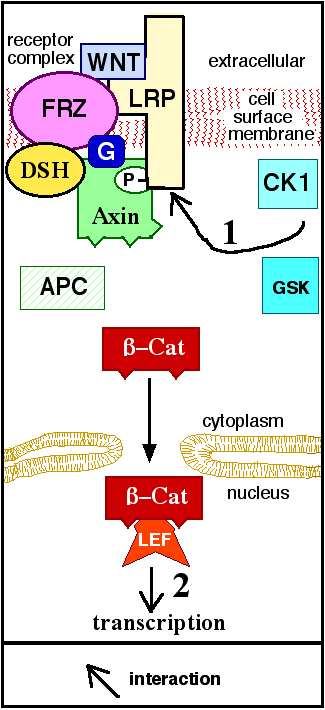
Wnt signalizační kaskáda

Wnt signalizace (Wnt se čte jako „wint“ a je to zkratka z Wingless/Int-1) je důležitá signalizační kaskáda, která zahrnuje několik typických klíčových komponentů. Na vnější straně membrány se na receptor Frizzled (spřažený s G-proteinem) naváže signální glykoprotein z Wnt rodiny (např. Wnt1, Wnt2). Na vnitřní straně membrány je tímto receptorem aktivován nějaký prostředník (např. Dishevelled), který následně inhibuje komplex tří proteinů GSK3/axin/APC. Když jsou tyto proteiny inhibovány, β-katenin jimi přestane být fosforylován a začne se akumulovat v cytoplazmě v nefosforylované formě. Následně β-katenin vstupuje do jádra a po kombinaci s transkripčními faktory z TCF/LEF rodiny ovlivňuje transkripci genů.
Význam Wnt signalizační kaskády spočívá v její roli v embryonálním vývoji. Řídí vytváření vzorů a reguluje buněčnou proliferaci v různých místech těla. Podílí se na takových základních procesech, jako je gastrulace, embryonální vývoj mozku a vývoj končetin i jiných orgánů.

## Základní charakteristika Wnt proteinů
Do rodiny proteinů Wnt patří řada sekretovaných bílkovin o délce přibližně 350–400 aminokyselin. Všechny tyto proteiny obsahují posttranslační modifikaci, kdy se k jednomu stoprocentně konzervovanému serinu připojí kyselina palmitoolejová. Tato modifikace je důležitá, protože umožňuje proteinům Wnt, aby se navázaly na svůj transportní protein Wntless (WLS) a mohly se tak přesunout až na plazmatickou membránu, a také hraje roli v interakci Wnt s receptorem Frizzled. Na to, aby mohl být Wnt správně sekretován, je rovněž nutné, aby podstoupil další posttranslační modifikaci. Jedná se o glykosylaci, kdy je k proteinu připojen uhlovodík. Při využití signální dráhy Wnt pak tyto proteiny fungují jako ligandy při parakrinní a autokrinní signalizaci.
Tyto proteiny jsou napříč různými druhy vysoce konzervované. Můžeme je najít u myší, lidí, drápatek, dánia pruhovaného, octomilky a mnohých dalších.

## Mechanismus

### Základy
Prvním krokem je navázání proteinu Wnt na N-konec extracelulární domény bohaté na cystein receptoru z rodiny Frizzled (Fzd). Tyto receptory procházejí membránou sedmkrát a tvoří speciální rodinu receptorů spřažených s G-receptory (GPCR). Někdy je však pro spuštění Wnt dráhy potřebná také přítomnost koreceptoru, což může být například lipoproteinový receptor (LRP)-5/6, tyrozinkinázový receptor (RTK) nebo ROR2. Po aktivaci receptoru se signál přesune na fosfoprotein Dishevelled (Dsh), který se nachází v cytoplazmě. Přesun se děje přímou interakcí mezi Fzd a Dsh. Proteiny Dsh jsou přítomny ve všech organizmech a sdílejí následující vysoko konzervované proteinové domény: DIX doménu na N-konci, centrální doménu PDZ a DEP doménu na C-konci. Tyto domény jsou důležité, protože z proteinu Dsh může signální dráha Wnt pokračovat různými drahami a každá z nich je založená na interakci s jinou kombinací těchto tří domén.

### Kanonické a nekanonické dráhy

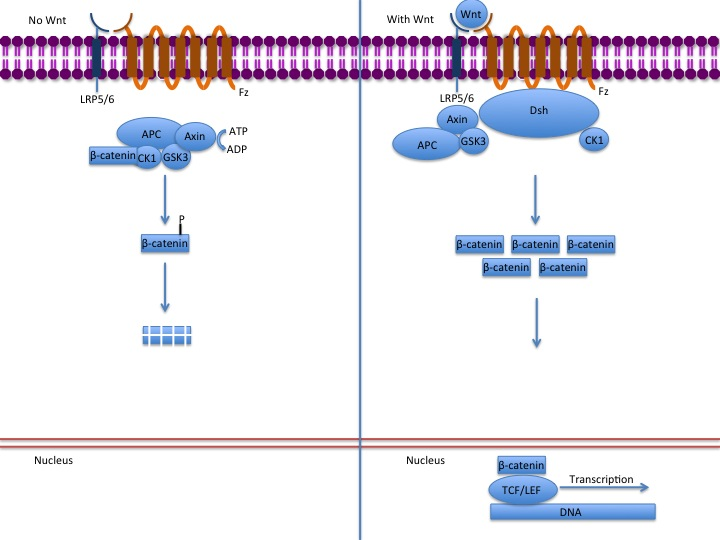
Kanonická Wnt signálná dráha

Tři nejlépe prostudované Wnt signální dráhy jsou kanonická dráha, nekanonická dráha planární buněčné polarity a nekanonická Wnt dráha závislá na vápníku (Wnt/vápníková). Jak je zřejmé z jejich názvů, tyto dráhy patři buď do kategorie kanonické, nebo nekanonické. Rozdíl mezi nimi spočívá v tom, že kanonická dráha zahrnuje β-katenin, zatímco nekanonické jsou od β-kateninu nezávislé.

#### Kanonická dráha

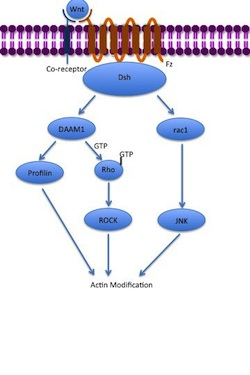
Nekanonická dráha planární buněčné polarity

Princip fungování kanonické Wnt dráhy (také známé jako Wnt/β-kateninová dráha) je, že β-katenin, který byl střádán v cytoplazmě, se přesune do jádra, kde má roli jako transkripční koaktivátor transkripčních faktorů, jež patří do rodiny TCF/LEF (T buněčný faktor/lymfoidní spouštěcí faktor). Bez proteinu Wnt by se β-katenin v cytoplazmě neakumuloval, protože by byl degradován destrukčním komplexem, který obsahuje následujícií části: Axin, nádorový supresor APC (adenomatous polyposis coli), proteinovou fosfatázu 2A (PP2A), kinázu glykogensyntázy-3 (GSK3) a kaseinovů kinázu (CK1α). Degradace β-kateninu probíhá tak, že jej degradační komplex označí pro ubikivitinaci a následně se β-katenin dostane do proteazomu, kde je rozložen. Jakmile se však Wnt naváže na Fzd a LRP5/6, činnost degradačního komplexu je narušena, a to kvůli tomu, že negativní regulátor dráhy Wnt Axin, a tedy i destrukční komplex, jsou translokovány do plazmatické membrány. Axin je fosforylován jinými proteiny z destrukčního komplexu a tím se naváže na cytoplazmatický konec LRP5/6. Axin je následně defosforylován a sníží se jeho stabilita. Naopak je fosforylován a aktivován protein Dsh, přičemž jeho domény DIX a PDZ inhibují aktivitu GSK3, a tedy i destrukční komplex. Tyto procesy umožní, aby se β-katenin hromadil a následně byl přesunut do jádra, kde v spolupráci s transkripčními faktory TCF/LEF pomocí transdukce genů odstartuje odpověď buňky. β-katenin přivolává další transkripční koaktivátory, jako jsou BCL9, Pygopus a Parafibromin/Hyrax. Díky novým vysokokapacitním proteomickým studiím se začíná odhalovat složitost transkripčního komplexu sestaveného β-kateninem. Nicméně ještě neexistuje ucelená teorie o tom, jak přesně β-katenin spouští genovou expresi, protože je možné, že tkáňově specifické molekuly pomáhají β-kateninu cílit na konkrétní geny. Rozsah interakce β-kateninu s proteiny komplikuje naše snahy porozumět tomuto vztahu. β-katenin může být přímo fosforylován na Ser552 kinázou Akt, což způsobí, že β-katenin disociuje z mezibuněčných spojů a hromadí se v cytosolu, na což protein 14-3-3ζ interaguje s β-kateninem (pSer552) a pomáhá při jeho přesunu do jádra. O proteinech BCL9 a Pygopus dokonce bylo zjištěno, že mají funkce i na β-kateninu nezávislé, a tedy pravděpodobně nezávislé i od Wnt signální dráhy.

#### Nekanonické dráhy
Nekanonická dráha planární buněčné polarity (PCP) nezahrnuje β-katenin. Nevyužívá koreceptor LRP5/6, leč se předpokládá zapojení NRH1, Ryk, PTK7 nebo ROR2. Dráha PCP se aktivuje navázáním proteinu Wnt na Fzd a koreceptor. Receptor Fzd pak zapojí protein Dsh, kterého domény PDZ a DIX vytvoří komplex s dishevelled asociovaným aktivátorem morfogeneze 1 (Daam1). Daam1 poté prostřednictvím guaninového nukleotidového výměnného faktoru aktivuje malý G-protein Rho. Rho zase aktivuje Rho asociovanou kinázu (ROCK), která je jeden z hlavních regulátorů cytoskeletu. Dsh také vytvoří komplex s proteinem Rac1 a zprostředkovává vazbu profilinu na aktin. Rac1 aktivuje JNK (c-Jun NH2 terminální kinázu) a může vyvolat polymerizaci aktinu. Navázaní profilinu na aktin může vést k přestavbě cytoskeletu a gastrulaci.

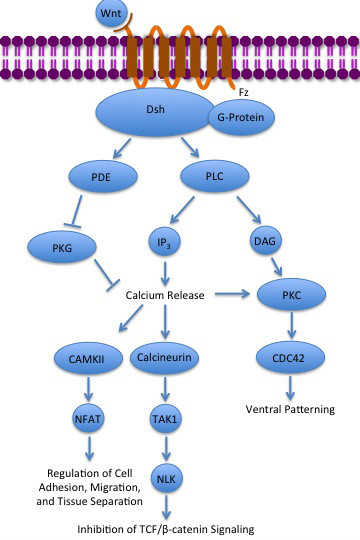
Nekanonická Wnt/vápníková dráha

Nekanonická Wnt/vápníková dráha také nezahrnuje β-katenin. Její úkolem je napomáhat při regulaci uvolňování vápníku z endoplazmatického retikula (ER), a řídit tak nitrobuněčnou hladinu vápníku. Stejně jako při jiných Wnt dráhách se po navázaní ligandu Wnt aktivuje receptor Fzd, který přímo interaguje s Dsh a aktivuje specifické domény proteinu Dsh. Domény, které se zapájejí do Wnt/vápníkové dráhy, jsou PDZ a DEP. Avšak na rozdíl od jiných Wnt drah, receptor Fzd tentokrát interaguje přímo s trimerickým G-proteinem. Tato současná stimulace Dsh a G-proteinu může vést k aktivaci buď fosfolipázy C (PLC), nebo cGMP specifické fosfodiesterasy (PDE). Jestli je aktivována PLC, membránový komponent PIP2 se rozdělí na DAG a IP3. Když se IP3 naváže na receptor na membráně ER, dojde k uvolnění vápníku. Zvýšená koncentrace vápníku a DAG mohou prostřednictvím PKC aktivovat Cdc42, což je důležitý regulátor ventrálního uspořádání. Zvýšená hladina vápníku může také vést k aktivaci kalcineurinu a CaMKII. Protein kináza CaMKII je odpovědná za aktivaci transkripčního faktoru NFAT, který reguluje buněčnou adhezi, migraci a rozdělení tkání. Kalcineurin aktivuje kinázy TAK1 a NLK, které mohou zasahovat do TCF/β-kateninové signalizace v rámci kanonické Wnt dráhy. Jestli je však enzym PDE aktivován, uvolnění vápníku z ER je inhibováno. PDE tento proces reguluje prostřednictvím inhibice proteinkinázy G (PKG), což následně způsobí inhibici uvolnění vápníku.

### Regulace
Aby byla zabezpečena správná funkce Wnt signální dráhy, musí být neustále regulována v různých bodech. Například, proteiny Wnt jsou posttranslačne modifikované připojením zbytku kyseliny palmitoolejové. Tento proces má na starosti protein Porcupine, a proto pomáhá regulovat, kdy je Wnt ligand sekretován tím, že rozhoduje, kdy je plně složen. Sekrece je dále ovládaná proteiny, jako jsou GRP177 (Wntless) a Evenness interrupted, a komplexů jako je retromer.
Po sekreci je možné zabránit ligandu, aby se dostal až k receptoru například pomocí proteinů, jako jsou stabilizátory Dally a glypikan 3 (GPC3), které inhibují difuzi. V nádorových buňkách jsou oba heparansulfátové řetězce i proteinové jádro GPC3 zapojené do regulace vázaní ligandů Wnt a aktivace buněčné proliferace. Wnt rozpozná heparansulfátovou strukturu na GPC3, která obsahuje IdoA2S a GlcNS6S, přičemž 3-O-sulfatace v GlcNS6S3S zvyšuje navázání proteinu Wnt na heparansulfátový glypikan. Bylo zjištěno, že doména bohatá na cystein v laloku na N-konci GPC3 tvoří hydrofobní drážku pro vazbu Wnt, kde fenylalanin-41 interaguje s proteinem Wnt. Blokování vazebné domény Wnt pomocí jednodoménové protilátky zvané HN3 může inhibovat aktivaci Wnt.
Na úrovni receptoru Fzd je možná regulace navázáním antagonistických proteinů Wnt. Příklady specifických antagonistů jsou Dickkopf (Dkk), Wnt inhibiční faktor 1 (WIF1), sekretovaný frizzled-asociovaný protein (SFRP), Cerberus, Frzb, Wise, SOST, a Naked cuticle. Všechny tyto proteiny inhibují Wnt signalizaci. Nicméně existují i molekuly, které jsou aktivátory. Norrin a R-Spondin 2 spouštějí Wnt signalizaci, třebaže Wnt ligand není přítomen.
Jednotlivé Wnt dráhy se mohou regulovat i navzájem. Jak již bylo zmíněno, Wnt/vápníková dráha může inhibovat TCF/β-katenin, a tedy zabraňuje funkci kanonické Wnt dráhy. Prostaglandin E2 (PGE2) je klíčový aktivátor kanonické Wnt signální dráhy. Interakce mezi PGE2 a jeho receptory E2/E4 stabilizuje β-katenin prostřednictvím fosforylace zprostředkované cAMP/PKA. Syntéza PGE2 je důležitá pro procesy zprostředkované Wnt signalizací, jako jsou obnova tkání a regulace populace kmenových buněk u dánia pruhovaného a myši. Zajímavé je, že nestrukturované oblasti některých velkých přirozeně neuspořádaných proteinů hrají v regulaci Wnt signalizace klíčovou roli.

## Klinické důsledky

### Rakovina
Již od momentu, kdy byla Wnt signální dráha objevena, měla propojení s rakovinou. Když byl objeven protein Wnt1, byl identifikován jako protoonkogen v myším modelu pro rakovinu prsu. Jelikož je Wnt1 homolog proteinu Wg, zapájí se do embryonálního vývoje, což zahrnuje rychlé dělení a migraci buněk. Špatná regulace těchto procesů může vést ke vzniku nádoru v důsledku přehnaného buněčného dělení.
Aktivita kanonické Wnt dráhy hraje roli při tvorbě benigních i maligních nádorů prsu. Také je dobře prozkoumaná úloha Wnt dráhy při chemorezistenci nádorů a při udržování jisté subpopulace rakovinotvorných buněk. Její přítomnost se dá odhalit zvýšenou úrovní β-kateninu v jádře nebo v cytoplazmě pomocí imunohistochemického barvení nebo Western blotu. Zvýšená exprese β-kateninu se pojí s horší prognózou u pacientů s rakovinou prsu. Toto hromadění β-kateninu může vznikat kvůli různým faktorům, například mutace v genu pro β-katenin, nedostatečná funkce destrukčního komplexu (nejčastěji způsobená mutacemi v APC), zvýšená exprese Wnt ligandů, ztráta inhibitorů anebo snížená aktivita regulačních drah (jako je například Wnt/vápníková dráha). Nádor prsu může metastazovat kvůli tomu, že se Wnt dráha zapájí do epitelo-mezenchymální tranzice (EMT). Výzkum zabývající se metastazováním bazálního karcinomu prsu do plic ukázal, že represe Wnt/β-kateninové signalizace může inhibovat EMT, a tak zabránit vzniku metastáz.
Bylo objeveno, že signální dráha Wnt je odpovědná také za vznik jiných typů rakoviny. Změny v expresi genu CTNNB1, jenž kóduje β-katenin, byly nalezeny při rakovině prsu, kolorektálním karcinomu, melanomech, rakovině prostaty, rakovině plic a jiných typech. Zvýšená exprese ligandů z rodiny Wnt, jako jsou Wnt1, Wnt2 a Wnt7A, byla pozorována při vývoji glioblastomu, rakoviny jícnu a ovariálním karcinomu. Další bílkoviny, jejichž ztráta funkce vede ke vzniku různých druhů rakoviny, zahrnují ROR1, ROR2, SFRP4, Wnt5A, WIF1 a proteiny z rodiny TCF/LEF. Wnt signální dráha je dále zapojena do patogeneze kostních metastáz karcinomu prsu a prostaty, přičemž studie naznačují diskrétní stavy zapnutí a vypnutí. Wnt je během fáze dormance autokrinně regulován Dkk1, aby se vyhnul imunitnímu dohledu, stejně jako je během fáze diseminace regulován intracelulárním Dact1. Wnt je aktivován během časné fáze růstu E-selektinem.
Propojení mezi PGE2 a Wnt naznačuje, že zvýšená hladina PGE2 v důsledku chronického zánětu by mohla vést k aktivaci Wnt dráhy v různých tkáních, a způsobovat tak karcinogenezi.

### Cukrovka druhého typu
Diabetes mellitus druhého typu je rozšířené onemocnění, které způsobuje sníženou sekreci inzulinu a zvýšenou inzulínovou rezistenci na periferii. Výsledkem je zvýšená hladina glukózy v krvi, tedy hyperglykemie, která bez léčby může vést až k smrti. Jelikož je signální dráha Wnt zapojena do citlivosti k inzulinu, cukrovka 2. typu může být způsobena i závadami v této dráze. Například přílišná exprese Wnt5b může zvyšovat náchylnost kvůli roli tohoto proteinu při adipogenezi, jelikož obezita a diabetes 2. typu mají vysokou míru komorbidity. Signální dráha Wnt je silný aktivátor mitochondriální biogeneze. Vyšší mitochondriální aktivita může vést ke zvýšené produkci reaktivních kyslíkových radikálů (ROS), které jsou odpovědné za poškození DNA i buněk. Poškození vyvolané ROS je významné, protože může způsobit akutní jaterní inzulínovou rezistenci nebo inzulinovou rezistenci vyvolanou poraněním. Mutace v transkripčních faktorech asociovaných s Wnt signalizací jako například TCF7L2, jsou také spojené s vyšší náchylností.